# Kapelle der los Alas
Die Kapelle der los Alas, eine Grabkapelle der Familie der Los Alas (14. Jh.), befindet sich auf der Nordseite der Franziskanerkirche von Avilés in Asturien (alte Pfarrkapelle von Sankt Nikolaus von Bari).
Angrenzend an die mittelalterliche Stadtmauer befand sich hier früher der Stadtfriedhof, der 1813 auf ein Gelände in der Nähe des nicht mehr existierendem Convento de la Merced verlegt worden war.
Ursprünglich war die ehemalige, dem Hl. Nikolaus von Bari geweihte Kirche ein freistehender Bau.
Im Jahr 1991 wurde die Kapelle zum BIC (Bien de Interés Cultural / deutsch: Gut kulturellen Interesses) erklärt.

## Gebäude

### Chronologie
Stifter der Kapelle der Los Alas oder der Jungfrau Maria, der sie geweiht war, war Pedro Juan. In seinem Testament von 1346 wird vermerkt, dass das Gebäude zu diesem Zeitpunkt schon erbaut war, da die Gemahlin des Bauherrn, Sancha Pérez, dort bereits begraben war. Pedro Juan erlaubte seinen Nachkommen und Verwandten, sich in der Kapelle „in ebener Erde“ begraben zu lassen. Die Kapelle war also ein Familiengrab, das in der Nachwelt die Erinnerung (=Memoria) an die Familie sichern sollten. Mit Hilfe von Stiftungen, mit denen Messen und Gebete finanziert wurden, wurde eine größere Garantie für die Rettung der Seelen erhofft.
Eine Angabe im Testament gibt der Forschung Anlass für alle Arten von Hypothesen, da ein Steinmetz des Namens Juan Alfonso “de só la iglesia” in ihm als Zeuge erscheint, der entweder als der authentische Künstler des Werks oder nur als beteiligter Baumeister vermutet wird.

### Architektur
Baugeschichtlich ist die Kapelle der Los Alas eine Neuheit in der asturischen Architektur der Zeit. Das Gebäude weist einen quadratischen Grundriss sowie korrekte Orientierung auf und verwendet gut ausgearbeitetes Gestühl in den Mauern. Diese Qualität des Materials war sehr ungewöhnlich und deckt eine außerordentliche wirtschaftliche Kapazität des Bauträgers auf, der sich vor seinen Mitbürgern zu zeigen wünschte.
Die Bedachung ist zweifellos, das unterscheidende Element der Kapelle und ihr Vorhandensein bedingt den Rest der Struktur im größeren Ausmaß. Es handelt sich um ein becherförmiges Gewölbe, das durch Rippenwerk verstärkt wurde.
Dieser Typ der Bedachung, auch bekannt als Aquitana, besteht aus in einem halbkugelförmig erscheinenden Gerüst, das in konzentrischen Schichten angeordnet ist.
Die Rippen des Kreuzschiffes beginnen von einigen sehr schematisch in den Ecken gelegenen Punkten des Gebäudes und kreuzen sich auf einem bearbeiteten Schlussstein. Das Bild darauf scheint das Gesicht Christi zu sein. Diese Rippen tragen nicht die Funktion des Schubes, so wie es in der klassischen Gotik üblich war, sondern sie dienen nur als Verstärkung, um dazu beizutragen, die Schübe zu stützen, die direkt auf den Mauern gestützt ruhen.
Wie die Forschungen des Professors José Maria Azcárate zeigen, kamen die becherförmig, aquitanischen Modelle während der zweiten Hälfte des 12. Jahrhunderts zur Halbinsel mittels des Baus der Kathedrale von Zamora und breiten sich später in Salamanca, Toro, Plasencia, Sahagún und der Zone der Stiftskirche von Santillana del Mar aus.
Von diesem Standpunkt präsentiert die Kapelle von Avilés eine sehr originale Struktur, die es erlaubt, sie in die reduzierte Gruppe der protogotischer Bauten der Region einzugliedern. Diese Werke charakterisieren sich durch den Versuch strukturellen Lösungen einzusetzen, die von den romanischen, aber auch von denen der klassischen Gotik abweichen. Infolgedessen sind sie die Antwort auf einen Moment der Veränderung, der Erschöpfung eines Modells und des Experimentierens mit neuen Lösungen. Jedoch hatte der durch diese Bauten beschrittene Weg keinen Bestand und erschöpfte sich mit ihnen, da sich parallel die Formen der klassischen Gotik entwickelten, die sich in das hegemonische Angebot der nächsten Jahrhunderte verwandelten.
In Asturias wurde mit dem Studium der Hauptkapelle der Heiligen Maria De Piedeloro (Carreño) von Profesor Vidal De La Madrid eine reduzierte Gruppe protogotischer Bauten identifiziert, die sich durch die Neuheit der strukturellen Lösungen ihrer Gewölbe und ihrer Zuteilung zum Typ aquitanisch oder spanisch aquitanisch charakterisieren. Unter ihnen befindet sich die erwähnte Hauptkapelle von Piedeloro, die an der südlichen Seite der Kirche des Klosters von Cornellana angelehnte Grabkapelle (Salas), die Wallfahrtskapelle von Santiago en el Monsacro (Morcín), die Hauptkapelle von Oliva in Villaviciosa und die Kapelle der Alas in Avilés.

### Portal
Der Zugang zum Innenraum der Kapelle erfolgt mittels eines einfachen Portals doppelter Archivolte, eingerahmt von einem Überzug und gestützt durch vier Säulen unter einem Wappen der Abstammung moderner Ausführung.
Im Tympanon ordnet sich ein Kleeblatt suggerierend etwas an, dass wie beflügelte Köpfe der Seraphen wirkt.
In den Kapitellen werden in einem ausgeprägten Hochrelief menschliche Köpfe dargestellt, die sich auf den Gläubigen projizieren, der den Raum betritt.
Da sich bärtige Individuen unterscheiden lassen, scheint es, dass sich männliche und weibliche Persönlichkeiten als Paare gegenüberstehen. In ihnen allen wird das Haar sehr ausgeschmückt, so erscheint es manchmal von Federn bedeckt oder mittels Diademe hervorgehoben zu sein.
Das Wappenschild auf der Fassade ist eine moderne Kopie des Originals, das sich im Innern der Kapelle befindet. Es zeigt das Wappen der Familie Alas: eine Burg mit drei Türmen flankiert von Flügeln auf Wasserwellen und mit einem bewaffneten Krieger an der Tür.

### Begräbnisse
Die Hauptfunktion der Kapelle der Alas bestand genau darin, als würdige Grabstätte für Pedro Juan und seine Familie zu dienen. Die Lage des Gebäudes, inmitten des Friedhofs und Nahe der Hauptkapelle der früheren romanischen Kirche, sicherte schon einige religiöse Vorteile, die durch den Stifter mit der Gründung einer Kaplanstelle und der Vorausschau auf Messen für seine Seelen abgerundet wurde.
Im Inneren wurden auf beiden Seiten der Kapelle zwei Grabstätten unter Arkosolien angeordnet. 
Die während des vergangenen Bürgerkrieges erlittenen Beschädigungen der Grabstätten erschweren deren Identifizierung. Dafür erlauben die Grabstätten im Boden, trotz ihres fortgeschrittenen Verfalls, noch etwas vom Text und Teile der heraldischen Motive zu erkennen. Sie wurden von Gaspar Melchor De Jovellanos kopiert, der Folgendes gelesen hat:
1. „Número 1º “Sepultura del honrado e mucho bueno Juan Estévanez de las Alas, que Dios haya, vecino de esta villa, el cual finó en el año de 1467”
2. Número 3º “Aquí yace Esteban Pérez de las Alas, que Dios perdone, que finó viernes a 10 días de noviembre, era de 1407 años”
3. Número 4º “Aquí yace Alonso Estévanez de las Alas, que Dios haya, el que pasó de este mundo a 4 días del mes de setiembre de 1475”[3]

## Der verschwundene Altaraufsatz
Aktuell erscheint der Innenraum der Kapelle kahl und leer, er war jedoch bis zum vergangenen Bürgerkrieg mit einem Altaraufsatz aus Alabaster englischer Schule ausgestattet, den Fortunato De Selgas in seinem Artikel über die Denkmäler von Avilés (1907) nachbildete und den Aurelio De Llano für sein Buch „Bellezas de Asturias“ (Schönheiten von Asturias) (1928) fotografierte. Außerdem gibt es zwei Fotografien des Objektes im Institut Amatller de Arte Hispánico (Archivo Mas), die eine Annäherung an das Werk erlauben.
Der Altaraufsatz bestand aus sieben Paneelen aus Alabaster, die den Freuden von Maria gewidmet. Sie repräsentieren in Flachreliefs und von links nach rechts folgende Szenen: die Heilige Catalina von Siena, Mariä Verkündigung, die Epiphanie (Anbetung der Weisen), die Auferstehung Christi, die Zweifel des Heiligen Thomas an der Auferstehung, die Krönung Marias und die Heilige Margarita.

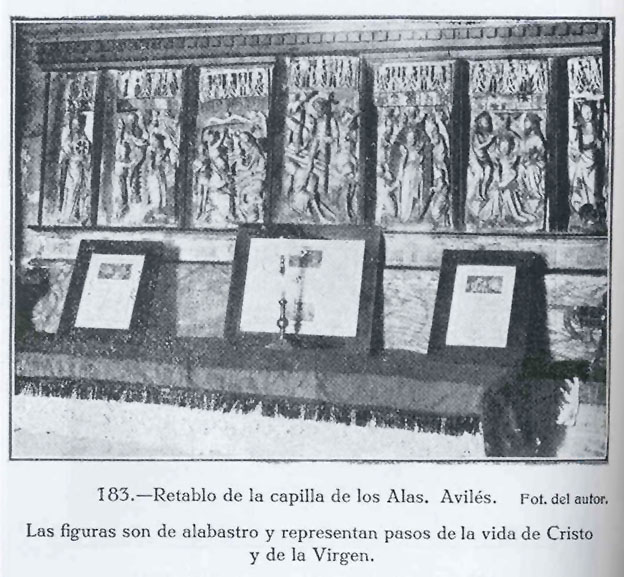
Aus: libro Bellezas de Asturias. De Oriente a Occidente. Oviedo, 1928. Aurelio de LLANO ROZA DE AMPUDIA

Die einzelnen Teile wurden mit Holzrahmen zusammengefügt und formen die Stirnseite, die thematisch mit der Stiftung der Kapelle verbundenen ist.
Diese Altaraufsätze wurden in England seit dem 14. Jahrhundert in Werkstätten in London, York und Nottingham in Serie hergestellt. Der industrielle Charakter einer insgesamt summarischen Ausführung wurde mittels farbiger Fassung überspielt. Die Serienherstellung reduzierte die Kosten und erlaubte den Verkauf zu niedrigeren Preis. Als Folge verbreiteten sich die englischen Alabasterpaneele schnell im Westen Europas. Die geringen Ausmaße der Objekte erleichterten den Transport und eröffneten die Möglichkeit, die Paneele mehr oder weniger willkürlich zu kombinieren und auch im kantabrischen Norden, mit seinem Mangel an Werken aus der Region, zu verbreiten.
Die Szenen der Kapelle der Alas, die von Pedro Paniagua schon untersucht wurden, zeigen dieselbe formelle Ausführung und die Tendenz zu einer Anordnung, die den englischen Alabaster charakterisiert und die das Verständnis einiger Aspekte erleichtert. Der Altaraufsatz von Avilés scheint mit einem aus der Pfarrkirche stammenden Stück von Miudes (Franco) in enger Verbindung zu stehen, das im Museum der Kirche von Oviedo aufbewahrt wird und auf dem die Krönung Marias und die Zweifel des Heiligen Thomas dargestellt sind. In den Flügeln zeigt die Thomas-Szene entgegen der Chronologie der Ereignisse nach der Marienkrönung. Alle Werke könnten zwischen 1420 und 1460 datiert werden (Garnder). In dieser Zeit waren die massiv-burgartigen Abschlüsse der vorhergehenden Etappen verschwinden und das Maßwerk, das auch im Werk von Avilés den Altaraufsatz prägt, hatte sich durchgesetzt.
Während des spanischen Bürgerkrieges wurde die Kapelle schwer beschädigt und der Altaraufsatz verschwand. José Maria Serrano, der eine ausgedehnte Inventur der Kirchen und Kunstwerke, die während des Konfliktes zerstört wurden, durchführte, schrieb in seinem Bericht, die sich wohl auf mündlichen Zeugnisse stützen:
„En el interior, completa y brutalmente destruido y deshecho, losas sepulcrales del siglo xv, a cuya centuria pertenecía también el hermosísimo retablo compuesto de menudos relieves de alabastro, dorado y policromado, distribuidos en siete cuadros que representaban a Santa Catalina, la Anunciación, la Adoración de los Reyes Magos, la Ascensión, la Asunción, la Coronación y una imagen de un santo, que algún arqueólogo consideraba importación inglesa ha sido materialmente pulverizado a golpes” (SERRANO, José María, “Número y valor de los museos y obras de arte destruidos. Iglesias, conventos y capillas destruidas”)
Jedoch zeigte sich Luis Menéndez Pidal einige Zeit später über die hypothetische Zerstörung des Werks skeptischer, da keine Fragmente desselbigen gefunden wurden:
„La Capilla de los Alas fue profanada durante el dominio rojo, rompiendo las arcas de los sepulcros con otros detalles y labores de su interior, no habiendo sido incendiada por no tener materiales combustibles y estar cubierta con bóveda de crucería construida en piedra. El retablo, de alabastro, dicen que fue machacado, aunque no se ha podido comprobar tal supuesto, ya que no apareció en el interior de la Capilla resto alguno que viniera a justificar la explicación conocida.“ (MENÉNDEZ PIDAL, Luis, Los monumentos de Asturias, p. 98).
Andere Autoren, wie Ángel Garralda, Enrique Tessier, Francisco De Caso und Pedro Paniagua, beharrten auf der Möglichkeit, dass das Werk entwendet worden sei.

## Die verschwundene Jungfrau
Vor dem vergangenen Bürgerkrieg befand sich auch eine thronende Jungfrau Maria mit Christuskind in der Kapelle der Alas aus der Zeit des frühen Mittelalters. Wir kennen sie dank der Fotografien, die im Jahre 1918 vom Institut Amatller de Arte Hispánico (Archivo Mas) realisiert wurden. Es wirkt wie eine Schnitzerei aus farbig gefasstem Holz und zeigt die auf ihrem Thron sitzende Maria mit dem Jesusknaben, der auf dem linken Bein seiner Mutter steht. Typ und die Haltung der Figur sind schon gotisch, sie könnte ins 15. Jahrhundert datiert werden. Verbleib der Skulptur und des Altaraufsatzes aus Alabaster sind nicht bekannt.